# Филмор (тауншип, Миннесота)
Филмор (англ. Fillmore) — тауншип в округе Филмор, Миннесота, США. На 2000 год его население составило 485 человек.

## География
По данным Бюро переписи населения США площадь тауншипа составляет 90,3 км², из которых 90,3 км² занимает суша, водоёмов нет.

## Демография
По данным переписи населения 2000 года здесь находились 485 человек, 178 домохозяйств и 137 семей.  Плотность населения —  5,4 чел./км².  На территории тауншипа расположено 202 постройки со средней плотностью 2,2 построек на один квадратный километр. Расовый состав населения: 98,35 % белых, 0,62 % афроамериканцев, 0,21 % коренных американцев, 0,21% азиатов, 0,21 % — других рас США и 0,41 % приходится на две или более других рас. Испанцы или латиноамериканцы любой расы составляли 0,21 % от популяции тауншипа.
Из 178 домохозяйств в 34,8 % воспитывались дети до 18 лет, в 71,9 % проживали супружеские пары, в 2,2 % проживали незамужние женщины и в 22,5 % домохозяйств проживали несемейные люди. 18,5 % домохозяйств состояли из одного человека, при том 7,9 % из — одиноких пожилых людей старше 65 лет. Средний размер домохозяйства — 2,72, а семьи — 3,12 человека.
26,8 % населения — младше 18 лет, 6,0 % — в возрасте от 18 до 24 лет, 31,1 % — от 25 до 44, 24,5 % — от 45 до 64, и 11,5 % — старше 65 лет. Средний возраст — 38 лет. На каждые 100 женщин приходилось 110,9 мужчин.  На каждые 100 женщин старше 18 приходилось 107,6 мужчин.
Средний годовой доход домохозяйства составлял 40 417 долларов, а средний годовой доход семьи —  43 125 долларов. Средний доход мужчин —  25 625  долларов, в то время как у женщин — 25 156. Доход на душу населения составил 18 431 доллар. За чертой бедности находились 4,3 % семей и 4,9 % всего населения тауншипа, из которых 1,8 % младше 18 и 6,3 % старше 65 лет.